# Hennie Top
Hendrikje (Hennie) Top (Wekerom, 23 augustus 1956) is een Nederlands voormalig wielrenster en schaatsster. In haar tijd was ze een van de beste Nederlandse wielrensters, net nadat Keetie Hage een punt achter haar carrière zette en net voordat Leontien van Moorsel op het toneel verscheen.
Ze werd meerdere malen Nederlands kampioene op de weg, in 1980, 1981 en 1982. In 1979 werd ze al tweede en in 1984 werd ze derde. Ze won verder twee etappes in de La Grande Boucle Féminine, die bekendstaat als de Ronde van Frankrijk (bijgenaamd La Grande Boucle) voor vrouwen.
Top deed namens Nederland mee aan de Olympische Spelen van 1984 in Los Angeles aan de individuele wegwedstrijd. Ze werd 37e.
Na haar carrière als wielrenster werd ze bondscoach van het Amerikaanse vrouwenteam in de jaren negentig.

## Overwinningen
1980
- Nederlands kampioene op de weg, Elite

1981
- Nederlands kampioene op de weg, Elite
- Batavus Lenterace
- Criterium van Veenendaal
- Criterium van Vriezenveen

1982
- Nederlands kampioene op de weg, Elite

1983
- Criterium van Schijndel

1984
- Klimtijdrit Vaals

1985
- Parel van de Veluwe
- Criterium van Zuidlaren
- Proloog La Grande Boucle Féminine
- 15e etappe La Grande Boucle Féminine